# Nausicaa (opera)
Nausicaa (Greco: Ναυσικά: IPA: Naːusika) è stata la terza opera della compositrice e critica musicale australiana Peggy Glanville-Hicks, composta dal 1959 al 1960 e presentata per la prima volta nel 1961. L'opera è una delle due opere più famose della compositrice, l'altra è The Transposed Heads, e l'esecuzione richiede circa 2 ore. La maggior parte del libretto dell'opera proviene dal romanzo di Robert Graves del 1955 Homer's Daughter ed è usato come una prova per suggerire che il poema epico di Omero L'Odissea sia stato in realtà scritto da una donna invece che da Omero. Nel 1956 la Glanville-Hicks chiese aiuto all'amico e librettista Alastair Reid per lavorare al libretto, insieme a Graves.

## Premiere
L'opera è stata composta dal 1959 al 1960 e ha debuttato l'anno successivo ad Atene, in Grecia, durante il Festival delle arti di Atene del 1961 nell'Odeo di Erode Attico situato sull'Acropoli. Durante il festival l'opera è stata eseguita per tre volte separatamente e, al termine della sua rappresentazione inaugurale, il pubblico è esploso in un'ovazione di dieci minuti come risultato del suo grande apprezzamento.
Il cast originale, composto da 150 persone, comprendeva cantanti americani e greci, un coro tutto greco e un team artistico/musicale composto da etnie greche, spagnole e americane. Dopo la sua prima l'opera ha portato alla compositrice ampi consensi per il resto della sua carriera, anche se dalla sua prima non è stato ancora fatto alcun tentativo contemporaneo di rimettere in scena l'opera. Una registrazione fatta dalla Composers Recordings Inc. è stata pubblicata subito dopo la prima dell'opera e questo ha contribuito a portare l'opera a un pubblico più ampio e a garantirne la popolarità.

## Personaggi e interpreti
| Personaggio                         | Registro vocale | Interprete          |
| ----------------------------------- | --------------- | ------------------- |
| Re Alcinoo                          | basso           | Spiro Malas         |
| Femio                               | tenore          | Edward Ruhl         |
| Nausicaa                            | soprano         | Teresa Stratas      |
| Antinoo                             | tenore          | Michalis Heliotis   |
| Arete                               | contralto       | Sophia Steffan      |
| Etone                               | baritono        | John Modenos        |
| Eurimaco                            | tenore          | George Moutsios     |
| Messaggero                          | baritono        | Vassilis Koundouris |
| Clitoneo                            | tenore          | George Tsantikos    |
| Orchestra Sinfonica e Coro di Atene |                 |                     |
| Direttore: Carlos Surinach          |                 |                     |

## Incisioni
- 1961 (2007): Composers Recording Inc., Athens Symphony Orchestra, Carlos Surinach (direttore)[6][8][9]